# Alfred Richter (Politiker, Juli 1895)
Alfred Friedrich Carl Wilhelm Richter (* 12. Juli 1895 in Wismar; † 12. November 1981 in Oldenburg) war ein Polizist, Wirtschaftsberater, nationalsozialistischer Hamburger Senator und nach dem Zweiten Weltkrieg Vorsitzender der Deutschen Partei in Oldenburg und für diese Ratsherr im Oldenburger Stadtrat.

## Leben
Alfred Richter besuchte von 1901 bis 1914 das Realgymnasium. Er wechselte 1920 von der Armee in den Hamburger Polizeidienst. Bereits 1923 trat er der NSDAP bei. 1923 bis 1930 studierte er Rechtswissenschaften; in dieser Zeit wurde er Mitglied der Deutschen Landsmannschaft. 1930 wurde er im Rang eines Polizeioberleutnants wegen nationalsozialistischer Hetzreden aus dem Polizeidienst entlassen. Von 1930 bis 1933 war er Syndikus der Hamburger Einfuhrverbände.
Ab 1930 – zum 1. Dezember desselben Jahres trat er auch erneut der NSDAP bei (Mitgliedsnummer 370.631) – war er hauptamtlicher Geschäftsführer der NSDAP in Hamburg. 1931 wurde Richter für die NSDAP in die Hamburger Bürgerschaft gewählt, der er bis 1933 angehörte. SA-Standartenführer Richter wurde am Abend des 5. März 1933 nach Ende der letzten freien Reichstagswahl durch Reichsinnenminister Wilhelm Frick zum Reichskommissar und Polizeiherrn für Hamburg ernannt. Der seit dem 3. März 1933 amtierende Paul de Chapeaurouge (DVP) trat darauf am 6. März zurück. Am Abend des 5. März 1933 besetzten SA-Einheiten das Hamburger Rathaus. Unter diesen Vorzeichen einigten sich die „bürgerlichen“ Parteien Staatspartei, DNVP und DVP mit der NSDAP auf eine gemeinsame Wahlliste.
Von 1933 bis 1936 war Richter im NS-Altherrenbund (zuletzt Verbandsleiter), von 1933 bis 1939 im Reichsluftschutzbund (zuletzt Landesgruppenführer) und von 1936 bis 1939 im Reichsbund für Leibesübungen (zuletzt Gausportführer).
Am 8. März 1933 wurde Richter als Polizeiherr und Innensenator von der Hamburger Bürgerschaft bestätigt und gehörte damit dem neugewählten Senat unter dem Ersten Bürgermeister Carl Vincent Krogmann an; als Polizeiherr säuberte er den ihm unterstehenden Beamtenapparat nach nationalsozialistischen Vorstellungen und verfolgte politische Gegner (zwischen März und Juli 1933 wurden in Hamburg unter seiner Verantwortung bei 850 Hausdurchsuchungen nahezu 2.000 Personen festgenommen – die Verhaftungswelle führte zur Einrichtung des der Polizei unterstehenden KZ Wittmoor). Richter blieb bis zur Auflösung des Senates im April 1938 für das Innenressort verantwortlich. Im Oktober 1933 wurde im Rahmen einer Senatsverkleinerung das Gesundheitsressort mit Friedrich Ofterdinger Richter untergeordnet. Am 24. November 1933 verlor Richter die Zuständigkeit für die Hamburger Staatspolizei (die Hamburger politische Polizei) an Heinrich Himmler. Mit dem Erlass des Führers und Reichskanzlers vom 17. Juni 1936 wurden auch die restlichen Hamburger Polizeieinheiten dem Reich unterstellt und Richters Einflussbereich entzogen. Richter war ab 1938 Beigeordneter für die Hamburger Innenverwaltung.
Richter spielte auch im Hamburger Pferdesport eine wichtige Rolle. Ihm wurde die Leitung der am 29. September 1933 neu geschaffene „Landesleitung für Pferdesport und Pferdezucht“ übertragen. Zweck der der Inneren Verwaltung unterstehenden Landesleitung war die „Förderung des Pferdesport- und Zuchtwesens im Gebiete des Landes Hamburg“. Die Landesleitung sollte als übergeordnete Institution für die Hamburger Pferdesportvereine wirken, die damit maßgeblich über die Entwicklung des hamburgischen Pferdesport entschied. So liquidierte oder fusionierte Alfred Richter wirtschaftlich desolate Reitvereine oder setzte sich selbst als Vorstandsvorsitzender ein. Seine Position im Pferdesport wurde durch ein weiteres von Alfred Richter ausgeführtes Amt gestärkt, das der Leitung der SA-Gruppe Hansa und der späteren SA-Reiterstandarte 12.
Mit Ausbruch des Zweiten Weltkrieges wurde Richter zur Wehrmacht eingezogen. Er erlangte dort den Rang eines Oberstleutnants und die Stellung eines Regiments-Kommandeurs. Von 1939 bis 1941 war er bei der Reserve-Flak-Abteilung 263 in Frankreich im Einsatz. Von 1941 bis 1942 war er in der Sowjetunion (II./Flak 4 motorisiert). Von 1943 bis 1944 war er beim Luftgau XI (Hamburg) und von 1944 bis 1945 an West- und Ostfront (Flak Regiment 61 motorisiert). Er wurde mit dem Eisernen Kreuz I. und II. Klasse ausgezeichnet. In der SA wurde Richter am 20. April 1943 zum SA-Gruppenführer befördert.
Von Mai 1945 bis Dezember 1947 war Richter interniert. 1949 wurde er vom Entnazifizierungs-Hauptausschuss der Stadt Oldenburg aufgrund seiner Internierungszeit sowie guten Leumunds in der Kategorie IV entnazifiziert; es wurde ihm lediglich das passive Wahlrecht abgesprochen. Zwar legte der Hamburger Zentralausschuss für die Ausschaltung von Nationalsozialisten weiteres belastendes Material vor. Es folgte jedoch lediglich eine Rückstufung in den Rang eines Regierungsrates am 4. Mai 1950. Anfang April 1952 wurde er zum stellvertretenden Landesvorsitzenden der Deutschen Partei in Hamburg gewählt. Dies führte zu einer Kontroverse innerhalb des Landesverbandes. Sechs der neun DP-Abgeordneten in der Hamburgischen Bürgerschaft (Erwin Jacobi, Wilhelm Ziegeler, Werner Luckow, Gerhard Schubert, Fritz Starck und Friedrich Witt) erklärten, dass sie die Zusammenarbeit mit der Person Richter „wegen ihrer politischen Funktion und Verantwortlichkeit in früherer Zeit“ ablehnen. Er verließ kurze Zeit später Hamburg und war von 1952 bis 1961 Ratsherr im Oldenburger Stadtrat für die Deutsche Partei und zugleich deren Landesvorsitzender in Oldenburg. In der 3. Wahlperiode gehörte er als Nachrücker vom 18. Oktober 1958 bis 5. Mai 1959 als Mitglied der DP/CDU-Fraktion dem Niedersächsischen Landtag an.